# 黑部峽谷鐵道

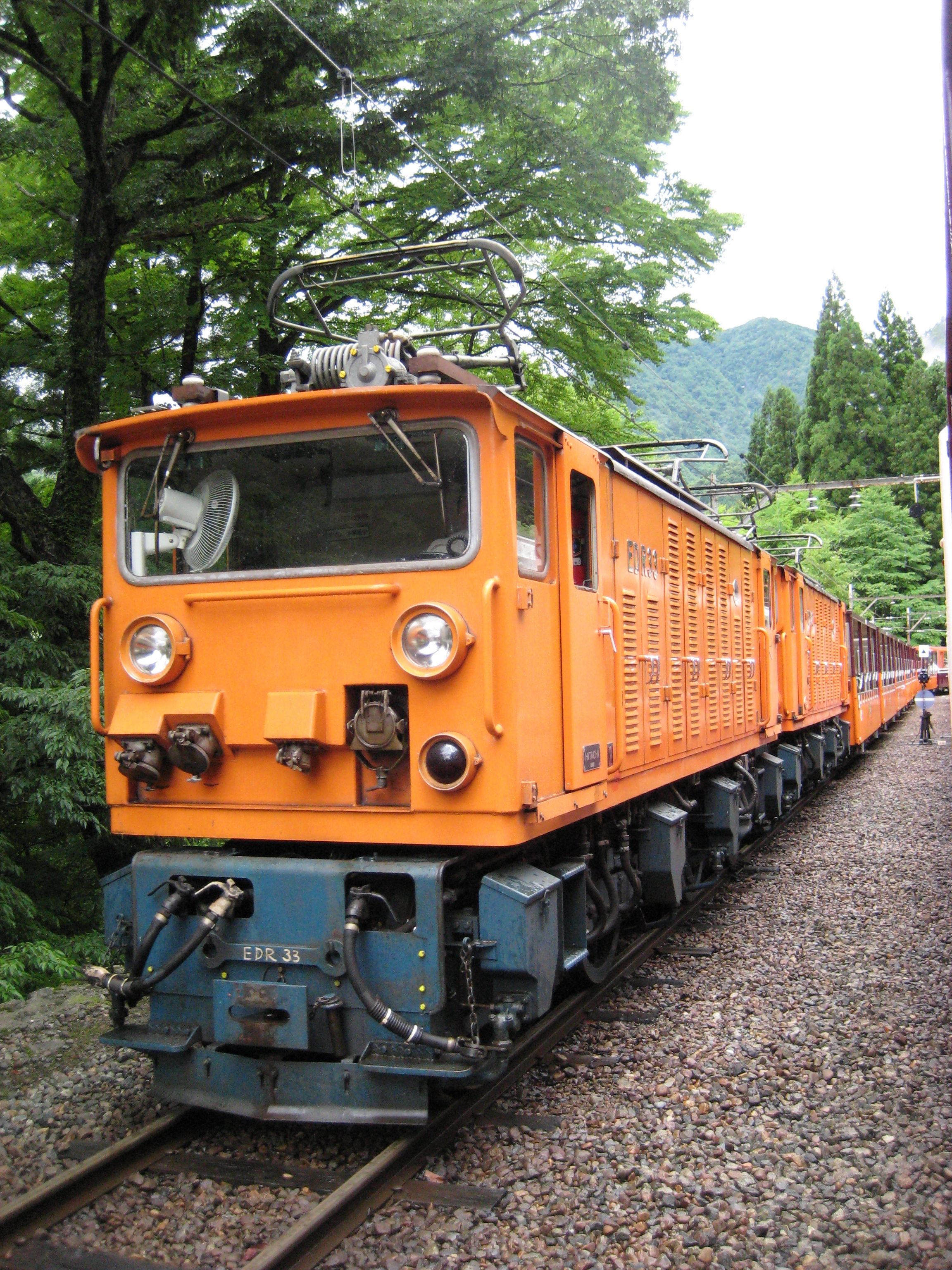
黑部峽谷鐵道EDR型電力機車（EDR33號）

黑部峽谷鐵道（日语：／ Kurobe Kyōkoku Tetsudō */?）是日本富山縣的一家鐵路業者，簡稱為黑鐵。黑部峽谷鐵道最初是日本电力為了搬運修築黑部川水壩的建設物資而建設，之後繼承黑部川水壩的關西電力為了利用鐵路線發展觀光事業，而特別在1971年時設置全資子公司黑部峽谷鐵道公司，由其營運長度20.1公里的黑部峽谷鐵道本線，該路線是日本少有使用762mm（窄軌）軌距的鐵路路線。

## 路線
| 中文線名 | 日文線名 | 起點   | 終點 | 距離（公里） |
| -------- | -------- | ------ | ---- | ------------ |
| 本線     |          | 宇奈月 | 櫸平 | 20.1         |

沿著黑部川修築的本路線是關西電力所屬水壩建設開發用客貨運路線的主幹線，其在欅平車站處與支線關西電力黑部專用鐵道相連，而在黑薙車站處則有另一條被稱為「黑薙線」的分歧線。